# Between the Hills
Between the Hills ist eine Region des Loudoun Valley in Loudoun County, Virginia. Sie beschreibt das Gebiet des Loudoun Valley westlich des Short Hill Mountain und östlich der Blue Ridge Mountains.
Die Virginia Secondary Route 671, Harpers Ferry Road, verläuft von Norden nach Süden durch die Region von ihrem südlichen Ende an der West Virginia State Route 9, Charles Town Pike, westlich von Hillsboro, zu ihrem nördlichen Ende an der U.S. Route 340, südlich der Brücke über den Potomac River und östlich von Harpers Ferry. Die Gemeinden Neersville und Loudoun Heights befinden sich in der Between the Hills-Region. 
Der Konföderierten-Partisan John Mobberly kam aus dieser Region und konnte in den letzten zwei Jahren des U.S. Bürgerkriegs durch seine Wagnisse erfolgreich Kontrolle über die Region erkämpfen, bis er im April 1865 in der Nähe von Neersville ermordet wurde.